# Doof
Nick Barber (31 de agosto de 1968), mais conhecido pelo nome artístico Doof,  é um músico de psytrance londrino.

## Discografia
- Disposable Hymns to the Infinite (12")  (NovaMute 1993)
- Double Dragons (12") (Dragonfly Records 1994)
- Let's Turn On (12") (TIP Records 1994)
- Angelina/Weird Karma (12") (TIP Records 1995)
- Born Again E.P. (12") (Matsuri Productions 1995)
- Youth of the Galaxy (12") (Dragonfly Records 1995)
- Let's Turn On (álbum) (TIP Records 1996)
- Mars Needs Women Remix/Destination Bom (12") (TIP Records 1996)
- It's About Time (álbum) (Twisted Records 2000)
- Chemical Energy (from Demented compilation on Twisted Records 2000)
- High on Mountain Kailash (TIP World 2000)